# Ann Rabson
Ann Rabson (née le 12 avril 1945 à New York et morte le 30 janvier 2013 à Hartwood) est une chanteuse, guitariste et pianiste de blues américaine. Après avoir été membre du groupe de blues acoustique Saffire - The Uppity Blues Women (dont les membres se sont séparés en 2009), elle a poursuivi en solo et enregistre pour le label Alligator Records.

## Biographie
Rabson a commencé sa carrière en 1962.
Elle a été nommée huit fois aux Blues Music Awards (anciennement W.C. Handy Awards) en tant qu'artiste féminine de blues traditionnel de l'année. Son premier album solo, Music Makin' Mama, a été nommé en tant qu'album de l'année dans les catégories blues traditionnel et blues acoustique, et sa chanson Elevator Man a été nommée pour la chanson de l'année.
Atteinte d'un cancer, elle meurt dans sa maison à Hartwood (en) en Virginie le 30 janvier 2013 à 67 ans.

## Discographie
- Music Makin' Mama - (1997) - Alligator Records
- In a Family Way - (2005) - Emit Doog Music
- Struttin' My Stuff - (2005) - M.C. Records